# Ароїдні (підродина)
Ароїдні (Aroideae) — підродина рослин родини кліщинцевих (Araceae). Це найбільша підродина, вона налічує 72 різних родів.
Ароїдні більшою мірою поширені в тропічних і субтропічних областях обох півкуль. Багато ароїдних і в помірних областях, а деякі з них заходять навіть у субарктичні райони, однак видове і родове різноманіття їх поза тропіків невелике (менше 10 % видів).
Представники підродини — наземні, болотні або водні трави з бульбами або більш-менш подовженими кореневищами. У тропічних країнах ароїдні часто досягають гігантських розмірів. Чимало серед них ліан і епіфітів.

## Роди
Дуже великий внесок у вивчення рослин родини Ароїдні зробив австрійський ботанік Генріх Вільгельм Шотт. Описані їм роди доповнені скороченням «Schott».
- Arisarum Mill.
- Arophyton Jum.
- Arum L.
- Asterostigma Fisch. & C.A.Mey.
- Biarum Schott
- Bognera Mayo & Nicolson
- Bucephalandra Schott
- Caladium Vent.
- Callopsis Engl.
- Carlephyton Jum.
- Cercestis Schott
- Chlorospatha Engl.
- Colletogyne Buchet
- Colocasia Schott
- Cryptocoryne Fisch. ex Wydler
- Culcasia P.Beauv.
- Dieffenbachia Schott
- Dracunculus Mill.
- Eminium (Blume) Schott
- Filarum Nicolson
- Furtadoa M.Hotta
- Gearum N.E.Br.
- Gonatopus Hook.f. ex Engl.
- Gorgonidium Schott
- Hapaline Schott
- Helicodiceros Schott
- Homalomena Schott
- Jasarum G.S.Bunting
- Lagenandra Dalzell
- Mangonia Schott
- Montrichardia Crueg.
- Nephthytis Schott
- Peltandra Raf.
- Philodendron Schott
- Phymatarum M.Hotta
- Pinellia Ten.
- Piptospatha N.E.Br.
- Pistia L.
- Protarum Engl.
- Pseudodracontium N.E.Br.
- Pseudohydrosme Engl.
- Remusatia Schott
- Scaphispatha Brongn. ex Schott
- Schismatoglottis Zoll. & Moritzi
- Spathantheum Schott
- Spathicarpa Hook.
- Steudnera K.Koch
- Stylochaeton Lepr.
- Synandrospadix Engl.
- Syngonium Schott
- Taccarum Brongn. ex Schott
- Theriophonum Blume
- Typhonium Schott
- Typhonodorum Schott
- Ulearum Engl.
- Xanthosoma Schott
- Zamioculcas Schott
- Zantedeschia Spreng.
- Zomicarpa Schott
- Zomicarpella N.E.Br.